# Borgo San Lorenzo (Campania)
Borgo San Lorenzo, nota anche semplicemente come San Lorenzo è una frazione che fa parte dei comuni di Casaluce e Aversa, nella provincia di Caserta in Campania.

## Geografia fisica
Si trova nella zona sud del comune di Casaluce da cui dista circa 2 km, una parte del territorio rientra nel comune di Aversa, è collocato tra i comuni di Teverola e Frignano. Dista inoltre circa 15 km da Caserta e 26 km da Napoli.

## Storia
Anticamente conosciuto come un casale occupato dai Normanni già prima della fondazione della città di Aversa, nell'XI secolo, per via di antiche opere longobarde come il complesso di San Lorenzo fuori le mura, il monastero di San Lorenzo e la chiesa di San Lorenzo della Diocesi di Aversa.
Durante il fascismo nel borgo ci fù l'Opera Nazionale Combattenti dimessa dopo la seconda guerra mondiale.
Nel secondo dopoguerra, la zona ha subito una forte cementificazione, diventando un'area residenziale.

## Monumenti e luoghi d'interesse
- Abbazia di San Lorenzo fuori le mura risalente all'anno 1000, il chiostro minore invece fu costruito nel XV secolo, la struttura subì danni parziali con i terremoti del 1456 e 1457, fu ristrutturato nel XIX secolo.[2][3]
- Monastero di San Lorenzo risalente al XI secolo preesistente alla nascita di Aversa, appartenne a Rainulfo Drengot, primo conte normanno, successivamente fu popolato dai benedettini, Fu in parte soppresso nel 1807 dai Francesi, nel 1818 fu un orfanotrofio militare, e successivamente scuola tecnica provinciale.[4]
- Chiesa di San Lorenzo;